# 1296
1296 (MCCCXXIV) var ett skottår som började en söndag i den julianska kalendern.

## Händelser

### Januari
- 2 januari – Upplandslagen stadfästs genom kung Birgers beslut. Denna, som är en revidering av tidigare lagar, har utarbetats av Birger Persson, lagman i Tiundaland, med hjälp av domprosten Andreas And. I och med lagens stadfästande sammanslås folklanden (Attundaland, Fjädrundaland och Tiundaland samt södra och norra Roden) i Uppland till en gemensam lagsaga.

### April
- 27 april – Skottarna blir besegrade av engelsmännen i slaget vid Dunbar.

### Juli
- 10 juli – Den skotske kungen John Balliol blir avsatt sedan han har visat sig vara inkompetent. Eftersom den skotska tronföljden är oklar och engelsmännen har segrat vid Dunbar utropar sig den engelske kungen Edvard I snart till kung av Skottland och förblir så i tio år, innan han blir avsatt 1306.

### Okänt datum
- Magnus Ladulås dotter Ingeborg gifter sig med kung Erik Menved av Danmark.
- Andreas, som erhållit magistergraden i Paris, har tidigare instiftat ett studenthem för svenska studenter i den franska huvudstaden. Han kommer genom en donation lägga grunden till domkyrkoskolan i Uppsala.

## Födda
- 10 januari – Johan den blinde, greve av Luxemburg och kung av Böhmen
- Blanche av Burgund, drottning av Frankrike och Navarra

## Avlidna
- 19 maj – Celestinus V, född Pietro Angelerio, påve från 5 juli till 13 december 1294
- 5 juni – Edmund Krokrygg, engelsk prins

### Fotnoter
1. ↑  "Calendar – Portugal – 1296" (Julian calendar), Time and Date AS / Steffen Thorsen, 2008, webbplats: TimeandDate-calendar-1296-Portugal.